# Árpád Miklós
Árpád Miklós (nome artístico de Péter Kozma) (Budapeste, 11 de setembro de 1967 — Nova Iorque, 3 de fevereiro de 2013) foi um ator pornográfico húngaro, que atuava em filmes pornográficos gays.

## Vida
Miklós nasceu na capital húngara, Budapeste. Costumava trabalhar como engenheiro químico antes de se tornar ator pornô. Ultimamente, residia em Nova Iorque, onde também trabalhara como acompanhante.

## Carreira
Miklós vinha trabalhado sob a direção de John Rutherford, Jerry Douglas, Kristen Bjorn, e Chi Chi LaRue. Apareceu com um de seus nomes artísticos, François Kagylo, em um filme europeu com o diretor Herve Handsome. Miklós ganhou os prêmios "Grabby" e "GayVN" por sua participação em BuckleRoos Part I. Miklós realizava somente o papel de ativo em seus vídeos, mas às vezes realizava felação como passivo. Em agosto de 2009, lançou seu primeiro filme direto para o site Straight Guys for Gay Eyes. Em junho de 2010, Miklós foi escolhido para ter sua imagem estampada em toalhas de praia da revista BUTT, toalhas essas vendidas à American Apparel; para cada toalha vendida, uma parcela seria doada ao Ali Forney Center, uma organização nova-iorquina que proporciona moradia e serviços para a juventude LGBT.
Ele apareceu na edição de setembro de 2007 da revista Unzipped, da editora LPI Media. Em janeiro de 2012, Miklós participou do vídeo da música Hood, ao lado do artista Perfume Genius.

## Morte
Foi encontrado morto em seu apartamento em Nova Iorque em 3 de fevereiro de 2013, junto de uma nota de suicídio que explicava o que ele queria para seu memorial. Aparentemente, ele sofreu uma overdose causada por drogas auto-induzidas.
A possível motivação para o suicídio foi especulado como depressão à longo prazo. O escritor nova-iorquino Randal Lynch, amigo de Miklós, falou sobre a amizade no Gwist (canal do YouTube): "Ele não estava feliz, mas não iria chorar. Eu sabia que ele estava deprimido mas não sabia a gravidade da situação porque ele não falava muito sobre seus sentimentos com as pessoas. Ele era osso duro de roer".

## Filmografia
Filmes adultos
| Título                                | Ano  |
| ------------------------------------- | ---- |
| Crotch Rocket                         | 2010 |
| Loading Zone                          | 2009 |
| Anal cockpit                          | 2009 |
| Full Of Cum                           | 2009 |
| Private Party 3: The Mystery Revealed | 2009 |
| Rest Stop Glory Hole                  | 2009 |
| Men's Room III: Ozark Mtn. Exit 8     | 2008 |
| Breakers                              | 2007 |
| Ass Pounding                          | 2007 |
| Gigolo                                | 2007 |
| Folsom Leather                        | 2007 |
| Boiler                                | 2007 |
| Hunger                                | 2007 |
| Shacked Up                            | 2007 |
| Tough Stuff                           | 2007 |
| Private Lowlife                       | 2006 |
| Black 'N' Blue                        | 2006 |
| Blue                                  | 2006 |
| Humping Iron                          | 2006 |
| At Your Service                       | 2006 |
| Beefcake                              | 2006 |
| Fucking with the Stars                | 2006 |
| JarHead 2                             | 2006 |
| Kick-Ass Porn                         | 2006 |
| Nick Capra Dirty Talk                 | 2006 |
| Bonesucker                            | 2005 |
| Prowl 5: As Rough as It Gets          | 2005 |
| Tough Guys: Gettin' Off               | 2005 |
| Hell Room                             | 2005 |
| Bootstrap                             | 2005 |
| Skuff III: Downright Wrong            | 2005 |
| Prowl 4: Back with a Vengeance        | 2005 |
| The Hard Way                          | 2005 |
| Bed Heads                             | 2005 |
| Big Blue in the Boiler Room           | 2005 |
| CSI: Cock Scene Investigation         | 2005 |
| Entourage: Episode I                  | 2005 |
| Entourage: Episode II                 | 2005 |
| LeatherBound                          | 2005 |
| Man Made                              | 2005 |
| Ram Tough                             | 2005 |
| World Splash Orgy 2005                | 2005 |
| BuckleRoos: Part I                    | 2004 |
| Taking Flight                         | 2004 |
| 69: Discover the Secret               | 2004 |
| Fire Island Cruising 6                | 2004 |
| Hole Patrol                           | 2004 |
| Manhunt: The Movie                    | 2004 |
| Stoked, Part 2                        | 2004 |
| The Road to Temptation                | 2004 |
| Truckstop Daddy 2                     | 2004 |
| Skuff II: Downright Filthy            | 2003 |
| Bone Island                           | 2003 |
| Defined                               | 2002 |
| The Isle of Men                       | 2002 |
| Thick as Thieves                      | 1999 |
| Hungary for Men                       | 1996 |
| Comrades in Arms                      | 1995 |
| The Vampire of Budapest               | 1995 |

Vídeos de música
| Título | Ano  | Artista        | Direção         |
| ------ | ---- | -------------- | --------------- |
| Hood   | 2012 | Perfume Genius | Winston H. Case |

## Prêmios
| Prêmio                                                  | Ano  | Categoria                                                | Título            | Observações                          |
| ------------------------------------------------------- | ---- | -------------------------------------------------------- | ----------------- | ------------------------------------ |
| Adult Erotic Gay Video Awards (Grabbys)                 | 2005 | Hottest Cum Shots (Melhor ejaculação)                    | BuckleRoos Part I | —                                    |
| GayVN Awards                                            | 2005 | Best Solo Performance (Melhor atuação solo)              | BuckleRoos Part I | Com Ricky Martinez                   |
| International Escort Awards (Rentboy.com e HX Magazine) | 2007 | Best Top Escort (Melhor Escort Boy)                      | —                 | —                                    |
| Adult Erotic Gay Video Awards (Grabbys)                 | 2008 | Indicação à Best Rimming Scene (Melhor cena de lambidas) | Private Lowlife   | Com Francesco D'Macho e Ken Browning |